# Pösing
Pösing – miejscowość i gmina w Niemczech, w kraju związkowym Bawaria, w rejencji Górny Palatynat, w regionie Ratyzbona, w powiecie Cham, wchodzi w skład wspólnoty administracyjnej Stamsried. Leży w Lesie Bawarskim, około 10 km na zachód od Cham, nad rzeką Regen, przy linii kolejowej (Schwandorf–Pilzno).

## Demografia
| Rok  | Liczba mieszk. |
| ---- | -------------- |
| 1970 | 887            |
| 1987 | 870            |
| 2000 | 971            |

## Oświata
(na 1999)

W gminie znajduje się 50 miejsc przedszkolnych (73 dzieci).